# John Davison (Diplomat)
John Samuel Davison (* 21. Mai 1933 in Detroit; † 16. Juni 2009 in Morlaix) war ein US-amerikanischer Diplomat.

## Leben
John Davison studierte zunächst an der Harvard University, an der er 1955 den Bachelor-Abschluss machte. Als Rhodes-Stipendiat besuchte er die University of Oxford, wo er 1957 Master-Grade in Politik, Philosophie und Wirtschaft erwarb. In Harvard schloss er 1961 ein Studium als Bachelor of Laws ab.
Davison trat 1962 in den Dienst des Außenministeriums der Vereinigten Staaten. Zu seinem Schwerpunkt entwickelten sich afrikanische Angelegenheiten. Er war im diplomatischen Dienst in verschiedenen Staaten in Afrika tätig, so von 1978 bis 1980 als Chargé d’Affaires ad interim in Benin, ferner unter anderem in Lesotho, Madagaskar und Sudan. Im Jahr 1993 wurde Davison US-Botschafter in Niger. Dieses Amt übte er bis 1996 aus. Zuletzt arbeitete er als Direktor für westafrikanische Angelegenheiten im Außenministerium in Washington, D.C.
Im Jahr 1998 ging John Davison in den Ruhestand und übersiedelte nach Santec in Frankreich, den Heimatort seiner zweiten Ehefrau. Er starb 2009 in einem französischen Krankenhaus an einem multiplen Myelom.